# De Pontevès
I de Pontevès furono un'importante famiglia dell'aristocrazia provenzale, proveniente da Pontevès nel dipartimento del Var della regione della Provenza-Alpi-Costa Azzurra

## Storia
I più antichi membri della famiglia che Nostradamus fa discendere dai signori di Pont-Euxin furono: Arbertus de Pontevès vivente nel 980, i crociati (1096) Pontevès de Pontevès et Isnard de Pontevès, Bertrand de Pontevès, ventesimo vescovo di Riez (1060) Guillaume de Pontevès, alleato di Berengario Raimondo I di Provenza contro Raimondo I di Baux.
Nel 1225 Dulceline de Pontevès, moglie di Isnard II d'Agoult, cugino del Trovatore Isnart d'Entrevenas, figlio di Isnard I e di Mabille de Fos (1160-1257), trasmise il nome "de Pontevès" a suo figlio Fouquet de Pontevès (1210-1264) che sposò Mathilde de Rezza, figlia di Guillaume di Cotignac e signore di Carces. Fouquet de Pontevès, che accompagnò Carlo I d'Angiò nel 1264 alla conquista di Napoli fece sposare suo figlio Barral I de Pontevès con Isabelle des Baux del Principato di Orange, dando origine ai molti rami di questa famiglia che si imparentò con le principali casate dell'epoca: Adhémar de Monteil (famiglia), Agoult, d'Aillaud, de Aloigny de Rochefort,  de Bagnoly, de Barrel, de Baume-Suze, de Blacas, Borbone, Borbone-Condé, de Bouillon, de Brancas-Céreste, de Castellane, de Clapiers, de Clary, de Crussol, d'Eiroux, de Forcalquier; de Forbin, de Foresta, de Galéan, de Glandevès, de Granet, Grimaldi di Monaco, Des Isnards, Malaspina,  de Mévouillon,  de Ners, de Ollières, d'Oraison, Dinastia Valois-Orléans, de Ornano, de Panisse, de Pomeret, de Porcellets, des Pretz de Montpezat, de Rainvilliers, de Raphelis-Broves, de Riquetti de Mirabeau, de Roban-Soubise, de Saboulin, de Sabran, de Sade, de Salins, de Sirmiane, de Simiane-Moncha, de Simiane de Gordes, de Villeneuve, Ventimiglia (famiglia), de Vins

## Pontevès-Bargème
Il ramo dei visconti di Pontevès-Bargème si formò con Fouquet III de Pontevès, ciambellano nel 1330 di Roberto d'Angiò e comandante di una parte dell'armata provenzale. Di questo ramo si ricordano anche: 
- Elzéar de Pontevès (1357-1361), principe vescovo di Apt,
- Jean II de Pontevès, gran ciambellano nel 1429 di Luigi III d'Angiò
- Jean-Baptiste de Pontevès (1505-1579)[2], che fu luogotenente della Provenza per re Francesco I di Francia, sposò nel 1530 Honorée de Foix-Candalle, figlia di Jean de Foix, pronipote di Margherita di Borbone-Clermont. Con questo matrimonio i figli di Jean-Baptiste de Pontevès divennero discendenti diretti di San Luigi IX di Francia e di tutte le case regnanti europee.
- Louis de Pontevès, (morto nel 1606), figlio di François I, seigneur de Pontevès, (morto nel 1569) e di Marguerite de Villeneuve, si sposò nel 1563 con Madeleine Denans †1647. Sua figlia Marguerite de Pontevès si sposò nel 1614 con Jean de Granet (1590-1641) (vedi Granet (famiglia))
- Victorine de Pontevès 1790-1862, moglie di Elzéar Zozime de Sabran (1764-1847) che, autorizzata da Carlo X di Francia, tramise titolo e nome "Sabran" ai nipoti Marc Edouard de Sabran Pontevès (1811-1878) e Joseph Léonide de Sabran Pontevès (1811-1883)[3].

## Esponenti della casa de Pontevès
- Isnard de Pontevès. Abate dell'Abbazia di Montecassino (1316)
- Elzéar de Pontevès, fu vescovo di Apt dal 1358 al 1361
- Jeanne de Pontevès-Cabanes figlia di Tannaquin de Ponteves sposò nel 1514 Luciano I di Monaco e fu madre di Onorato I di Monaco che sposò Isabella Grimaldi
- Jean V de Pontevès (1510 - 1582) detto il « conte di Carcès ». Capitano nelle guerre di religione in Provenza
- Bonifacio di Pontevès sposo nel 1530 Luisa di Glandevez che gli portò in dote la Signoria di Hyères nella penisola di Giens. Nel 1691 Antoine François di Pontevès ottenne dal re, Luigi XIV di Francia, il passaggio della Signoria a Marchesato, col titolo di "Pontevès-Giens".
- Margherita Luisa di Pontevès figlia di Durand, signore di Flassan e di Marguerite de Boniface, sposò nel 1576 Alfonso d'Ornano (1548-1610). Suo figlio Giovanni Battista d'Ornano, pronipote di Sampiero Corso, fu Maresciallo di Francia dal 1626.
- Alphonse de Ponteves, comandante della fregata francese Le Lys che scoprì nel 1730 le Isole Alphonse piccoli atolli delle Seychelles
- Charles de Ruffi de Pontevès-Gevaudan,(1875-1944) figlio di Charles Antoine Léon[4].
- Gersende de Sabran-Pontevès (1942), figlia del duca Foulques de Sabran-Pontevès (1908-1973) sposata con il fotografo e giornalista Jacques d'Orléans (1941) figlio del conte di Parigi Henri d'Orléans (1908-1999)

## Genealogia parziale
Arbertus de Pontevès (c.980 - c.1021) - sposò Algarade de Riez:
1. Foulques (c.1015 - c.1075) - sposò Accéléna:
  1. Adalbert (c.1045 - ?) - sposò Austrude:
    1. Foulques (c.1077 - 1120):
      1. Guillaume (c.1100 - 1148):
        1. Adalbert (1125 - 1180) - sposò Mabille de Marseille (c.1140 - ?):
          1. Gabrielle - sposò Raymond I de Raymond: con discendenza;
          2. Foulques, signore di Tavernes (c.1155 - c.1220):
            1. Douceline:
              1. Foulques I, signore di Pontevès: discendenti vedi sotto:

  2. Pierre -sposò Garsende de Lançon:
    1. Laure (c.1077 - ?) - sposò Boniface II, signore de Castellane (c.1115 - 1173): con discendenza;

Foulques I de Pontevès (c.1215 - 24 febbraio 1260) - sposò Mathilde de Reza, signora di Cotignac
1. Barral, signore di Pontevès (1229 - 1275) - sposò Barrale des Baux (28 novembre 1248 - 28 ottobre 1308):
  1. Agnès - sposò Rambaud IV de Grasse, signore d'Antibes et de Bar: con discendenza;
  2. Foulques II, signore di Pontevès, Bargème (1260 - 1294) - sposò Felipa Marguerite de Porcelet (1260 - 1312):
    1. Barral II, signore di Pontevès (1240 - c.1311) - sposò Etiennette de Blacas (1255 - 1311):
      1. Blacassone - sposò Jean d'Oraison: con discendenza;
      2. Barral (1300 -1392) - sposò
      3. Isnard III (1291 - 1349), signore di Pontevès e de Sillans - sposò Thomassina de Gantelme:
        1. Barral III, signore di Pontevès & Sillans (1300 - 28 febbraio 1392) - sposò Isabelle des Baux (? -1417):
          1. Isabelle - sposò Foulques de Ponteves: con discendenza;
          2. Agout, signore d'Ubraye (? - dopo il 1452) - sposò Belette de Rostang:
            1. Jacques, signore d'Ubraye - sposò Louise de Montblanc:
              1. Honorade - sposò Pierre de Clary: discendenti: Linea de Pontevès de Clary

          3. Jean - sposò Magdeleine De Vintimille-Marseille, de Signes:
            1. Lancelot:
              1. Gaspard - sposò Douce de Bot:
                1. Ange (1470 - ?) - sposò Marguerite de Simiane:
                  1. Gabriel - sposò Anne de Sade:
                    1. Honorade - sposò François d'Estienne: con discendenza;

                  2. Claude

                2. Balthazar - sposò Antoinette d'Isnard:
                  1. Magdeleine

                3. Léone - sposò Jean d'Astouad, signore di Murs: con discendenza;

            2. Bertrand (? - 1485) - sposò Isabelle de Simiane (1410 - 1463):
              1. Antoine - sposò Yolande de Castellane:
                1. Honoré - sposò Marguerite d'Agoult:
                  1. Jean Antoine

                2. Sybille - sposò Gaspard I de Blacas: con discendenza;
                3. Roussan:
                  1. Yolande, signora di Sillans - sposò Pierre de Laugier: con discendenza;

              2. Jean II, signore (? - 1509) - sposò Alexie de Castellane; sposò poi Catherine de Castellane-Esparron (? - 1513):
                1. (I) Antoine - sposò Marcelline de Boniface:
                  1. Pierre - sposò Magdeleine Fabre:
                    1. Diane

                  2. Honoré

                2. (II) Reforciat (1490 - 1557) - sposò Marguerite de Forbin la Barben; sposò poi Balthazarde de Vintimille, signora de Turriers:
                  1. (I) Catherine (? - 1603) - sposò Alexis de Castellane, signore di Salernes: con discendenza;
                  2. (II) Jean, signore di St. André & Bauduen (1534 - 9 ottobre 1607)
                  3. François, signore di Saint Catherine (? - 1569) - sposò Marguerite de Villeneuve des Arcs (? - 1601):
                    1. Louis (1560 - 14 agosto 1606) - sposò Magdeleine Denans (1572 - 1647):
                      1. Marguerite (1590 - 1647) - sposò Jean de Granet: con discendenza;

                    2. Diane - sposò Jean d'Albert: con discendenza;
                    3. Claire
                    4. Balthazar - sposò Catherine de Clapiers; sposò poi Marguerite de Galléan:
                      1. (I) Louis, signore de Saint-Jurs e Saint-Ferréol - sposò Anne d'Albertas:
                        1. Julie, signora di Saint-Ferréol - sposò Jean Louis de Sabran: con discendenza;

                      2. Gaspard
                      3. (II) François - sposò Isabeau de Meysonnier:
                        1. Lazarin (3 ottobre 1631 - 16 dicembre 1700) - sposò Anne d'Agoult d'Ollières:
                          1. Jean Louis, conte di Tournon (13 febbraio 1692 - 4 aprile 1789)

                    5. Blanche - sposò André de Blacas: con discendenza;

                  4. Marguerite - sposò Gaspard de Forbin, signore di Janson: con discendenza;
                  5. Sybille - sposò Balthazar de Veteris: con discendenza;
                  6. Magdeleine - sposò Gaspard de Monier: con discendenza;

                3. Sybille - sposò Balthazard II d'Agoult, barone d'Ollières et Pourcieux (? - 1598): con discendenza;
                4. Boniface - sposò Louise de Glandevès:
                  1. Pierre - sposò Jeanne Ermengaud de Barras:
                    1. Jean Nicolas - sposò Lucrèce de Boyer:
                      1. Catherine - sposò Barthélemy de Thomas: con discendenza;
                      2. Henri (? - 1656) - sposò Anne de Pontèves (1609 - 1657)

              3. Madeleine - sposò Bertrand Durand de Fuveau e Guillaume Chaussegros: entrambi con discendenza;
              4. Catherine - sposò Antoine de Rivière: con discendenza;

        2. Blacas (1340 - 1396) - sposò Marguerite de Gantelme (? - 1409)
          1. Antoine (? - 1443) - sposò Nicole de Montfauçon:
            1. Silome
            2. Jeanne
            3. Antoine, signore de Cabanès (? - 13 agosto 1492) - sposò Jacquette Monge (1420 - 16 agosto 1502):
              1. Jean (c.1443 - 8 gennaio 1501) - sposò Sibylle de Castellane de la Verdière (1460 - dopo il 1531):
                1. Marguerite (1485 - 1569) - sposò Claud Gaspard de Jarente: con discendenza;
                2. Pierrette (1497 - 1571) - sposò Bertrand Raimbaud V de Simiane: con discendenza;

              2. Louise (1460 - 28 maggio 1553) - sposò Jacques Romieu
              3. Madeleine
              4. Louise (? - 1539)
              5. Tannequin, signore di Cabanes (? - 1525) - sposò Jeanne de Villeneuve (? - 28 agosto 1505):
                1. Jeanne (1500 - 1523) - sposò Luciano I, signore di Monaco (1487 - 1523): con discendenza;
                2. Marguerite (1502 - 1555) - sposò Honoré des Porcellets, signore di Maillane: con discendenza;

              6. Delphine (? - 1501)
              7. Marguerite
              8. Pierre (? - 1501)
              9. Hardouin (? - 21 ottobre 1541)
              10. Garcenette (? - 12 febbraio 1496):

          2. Elzéar
          3. Fouquet
          4. Berenger:
            1. Elzéar, signore du Châteaurenard (? - 1411):
              1. Louise (1400 - ?) - sposò Louis de Simiane, signore di Chateauneuf: con  discendenza;
              2. Catherine

            2. Philippine, signora du Castellard - sposò Berthold de Baschi, signore di Saint-Estève: con discendenza;
            3. Allemande - sposò Guigonet I de Gerente: con discendenza;
            4. Delphine - sposò Balthazard de Jarente, signore de Montclar, barone de Senas: con discendenza;

          5. Jacques (? - 1407)
          6. Thomasse - sposò Guillaume Oger VI de Forcalquier: con discendenza;

        3. Maheude - sposò Reforciat d'Agoult: con discendenza;
        4. Berenger I (? - 1368), signore di Lambesc - sposò Marguerite d'Agoult: con discendenza;

      4. Marguerite (c.1330 - ?) - sposò Bertrand I de Vintimille: con discendenza;

    2. Foulques III (? - 1334) - sposò Galburge d'Agoult (1293 - 1359):
      1. Foulques IV - discendenti: Linea de Pontevès-Bargème

    3. Douceline - sposò Renaud III de Porcelet: con discendenza;
2. Guillaume, signore di Cotignac e Carcès
3. Marcelle - sposò Raimbaud de Simiane, signore d'Apt: con discendenza;

### de Pontevès de Clary
Honorade - sposò Pierre de Clary: 
1. Honoré, signore d'Ubraye - sposò Magdeleine de Flotte:
  1. Melchior Clari - sposò Melchionne de Raymond:
    1. Honoré - sposò Honorade de Glandevès:
      1. Claude, signore d'Ubraye (? - prima del 1645) - sposò Julie de Pontevès-Bargème:
        1. André, signore - sposò Claire de Blacas:
          1. Jean, signore (? - dopo il 1714) - sposò Lucrèce de Barcillon:
            1. André - sposò Delphine de Sabran-Baudinard:
              1. Pierre

            2. Pierre

### de Pontevès-Bargème
Foulques IV de Pontevès-Bergème, signore di Bergème (1323 - 17 settembre 1388) - sposò Berengere de Fos (? - 1388):
1. Jean (c.1356 - 5 marzo 1410) - sposò Sibille Adhémar de Monteil:
  1. Foulques, signore di Bergème (1367 - 1409) - sposò Alayette de Villeneuve (? - 1408):
    1. Bermond, visconte di Bergème (1391 - 1465) - sposò Catherine d'Oraison:
      1. Honoré, visconte (1416 - 1495) - sposò Catherine d'Hermentière:
        1. Rapheline - sposò Emeric d'Andrea
        2. Aloyse, badessa
        3. Elzéar, signore di Castellar (1443 - ?) - sposò Jeanne Grimaldi:
          1. Honoré, signore - sposò Jeanne de Mottet:
            1. Marc Antoine (? - 1624) - sposò Anne de Simiane:
              1. Anne (1609 - 1657) - sposò Henri de Ponteves
              2. François (? - 1660) - sposò Gabrielle d'Oraison:

        4. Eleonore - sposò Jean d'Astoud: con discendenza;
        5. Antoine, signore di Bargème (1456 - 1505) - sposò Honorade de Glandèves (1470 - 1549):
          1. Jehan Baptiste, visconte di Bargème (1498 - 24 marzo 1564) - sposò Françoise d'Agoult (? - 1553):
            1. Isabeau (? - 11 gennaio 1587) - sposò Ours de Villeneuve: con discendenza;
            2. Foulques:
              1. Claude (1592 - 1668) - sposò Marguerite de Castellane, de Daluis (1605 - 1669):
                1. Louis Antoine, visconte (1630 - 1681) - sposò Marguerite de Castellane (1637 - 1703):
                  1. Jean, marchese (1655 - 1720) - sposò Marguerite de Castellane (1660 - 1728):
                    1. François, marchese (1695 - 1753) - sposò Marguerite Rose de Raimondis (? - 1768):
                      1. François, marchese (1747 - 1781) - sposò Charlotte Leget:
                        1. Jean César (1770 - 1811) - sposò Pauline Antoinette de Castellane-Mazaugues (1773 - 1857):
                          1. Antoinette Victorine (1790 - 1862)

                    2. Thérèse Françoise - sposò Joseph de Thomas: con discendenza;

                  2. Alexandre (6 novembre 1673 - 11 gennaio 1756) - sposò Anne de Moreau:
                    1. François, marchese (1710 - ?) - sposò Marie de Lambert:
                      1. Jacques, visconte (5 giugno 1535 - 2 agosto 1787) - sposò Madeleine Gabrielle Dauphin de Trebillane (1755 - 1842):
                        1. Marie Adèlaide Amable (1783 - 1851) - sposò Edouard de Lyle-Taulane: con discendenza;
                        2. Louis Balthasar, conte (19 ottobre 1781 - 27 luglio 1868) - sposò Marie Antoinette de Paul (18 settembre 1787 - 17 aprile 1854):
                          1. Marc Eduard, II duca di Sabran (25 aprile 1811 - 5 settembre 1878) - sposò Régine de Choiseul-Praslin (2 settembre 1810 - 14 febbraio 1855):
                            1. Delphine (17 febbraio 1834 - 11 dicembre 1917) - sposò il conte Ernest de Boigne: con discendenza;
                            2. Anne Marie Ines (30 novembre 1836 - 18 gennaio 1874) - sposò Carlo Felice Tredicini
                            3. Edmond Marie Zozime, IV duca (19 settembre 1841 - 17 novembre 1903) - sposò Cecile Charlotte de la Tullaye:
                              1. Hélion, V duca (9 novembre 1873 - 9 agosto 1920)
                              2. Amic, VI duca (13 settembre 1879 - 14 marzo 1963): con discendenza;

                            4. Elzéar Charles Antoine, III duca (19 aprile 1840 - 6 aprile 1894) - sposò Marie Julie d'Albert de Luynes (21 luglio 1844 - 15 novembre 1865); sposò poi Adelheid Henriette Aloysa Isabella Kálnoky de Köröspatak (7 marzo 1843 - 22 marzo 1905):
                              1. (I) Louise (26 aprile 1864 - 25 agosto 1914) - sposò Jules Jean Marie de Baillardel

                          2. Joseph Léonide (25 aprile 1811 - 8 febbraio 1883) - sposò Adélaïde Gabrielle de Pons de Saint Maurice (18 luglio 1811 - 19 ottobre 1854):
                            1. Guillaume, conte (26 giugno 1836 - 18 marzo 1914) - sposò Marie Caroline Philomène de Mark-Tripoli de Panisse-Passis (1839 - 1913):
                              1. Elzéar, conte (17 febbraio 1865 - 20 novembre 1940) - sposò Constance de Croy (15 aprile 1876 - 10 ottobre 1943):
                                1. Sibylle (18 marzo 1905 - 15 settembre 1923)
                                2. Stephanette (18 aprile 1906 - 3 febbraio 1984)
                                3. Foulques, VII duca (11 febbraio 1908 - 5 ottobre 1973): con discendenza;
                                4. Jeanne (25 settembre 1909 - 30 maggio 1979)
                                5. Isabelle (14 settembre 1915 - 22 luglio 1997): con discendenza;

                            2. Jean Elzéar Louis Marie (1851 - 1912) - sposò Fanny Nelly Marie Alice Hainguerlot (1863 - 1905):
                              1. Phanette Gertrude Alice (19 agosto 1895 - 20 agosto 1981): con discendenza;

                            3. Emmanuel (1843 - 1908) - sposò Marie Meiffrein-Laugier de Chartrouse:
                              1. Elzéar (25 marzo 1880 - 30 novembre 1931): con discendenza;
                              2. Charles (16 febbraio 1875 - 6 aprile 1934)
                              3. Raymond (14 ottobre 1882 - 6 gennaio 1933)
                              4. Mathilde (6 novembre 1883 - 12 maggio 1936)
                              5. Marie-Nathalie (23 ottobre 1885)

                            4. Delphine Marie Marguerite Gabrielle (1848 - ?) - sposò Jehan Marie Olivier Léon de Pontac (1847 - 1937): con discendenza;

                  3. Marguerite (1668 - ?) - sposò Alexandre d'Arbaud: con discendenza;
                  4. Jeanne
                  5. Thérèse

                2. Marguerite - sposò Jean de Glandeves: con discendenza;

              2. Pierrette - sposò Jean de Villeneuve: con discendenza;
              3. Isabeau - sposò Arnaud de Glandeves: con dscendenza;
              4. Charles (? - 1671) - sposò Marguerite de Boniface:
                1. Marthe - sposò César de Handis: con discendenza;

              5. Julie - sposò Claude de Ponteves de Clary: con discendenza;

          2. Félicité - sposò Françoise de Brunet: con discendenza;
          3. Marguerite (? - 1544) - sposò Gaspard de Glandèves: con discendenza;
          4. Anne - sposò François de Rascas
          5. Pierre
          6. Joseph

        6. Madeleine - sposò Feraud d'Authier de Sigaud: con discendenza;
        7. Louis - sposò Methelide Balb:
          1. Jean (? - prima del 1521) - sposò Anne de Grasse:
            1. Anne

      2. Pierre
      3. Antoine
      4. Marguerite

    2. Foulques

  2. Antoinette (1374 - 1442) - sposò Boniface IX de Castellane, seigneur d'Allemagne: con discendenza;
  3. Elzéar (1390 - 1411) - sposò Catherine de Sillans:
    1. Louise
2. Foulques V, signore di Cotignac e Carces (? - 5 febbraio 1395) - sposò Métheline d'Anduze (? - 1405):
  1. Jacques
  2. Marguerite (1380 - 11 ottobre 1451) - sposò Bertrand Raimbaud III de Simiane, barone de Caseneuve: con discendenza;
  3. Jean - sposò Marguerite d'Esparron:
    1. Métheline - sposò Gautier de Pontevès: con discendenza;
3. Alayette